# 殷晘
殷晘，又名殷冔，直隸吳縣人，明朝政治人物、進士出身。

## 生平
永樂二年（1404年）甲申科進士。后選為翰林院庶吉士，編撰《永樂大典》。